# Arracada

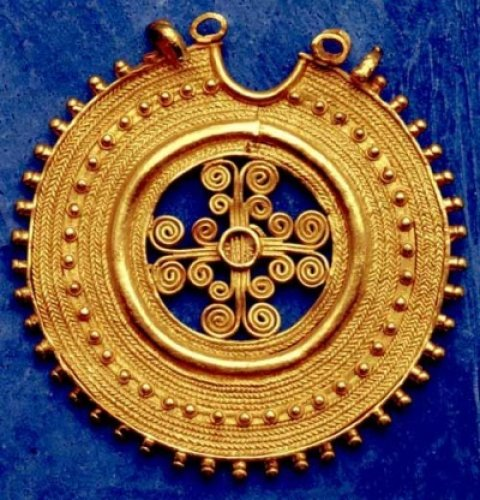
Arracada de oro decorada con filigranas. Villena, siglo IV a. C.

Una arracada (del dialecto andalusí raqadāt dahab, plural del árabe clásico raqqāda, intensivo femenino de "durmiente", "yacente", "acostado": pendientes voluminosos de oro tan grandes que parecen acostarse sobre el hombro) o candonga es un tipo de pendiente para las orejas que, a diferencia de los aretes, cuenta con un adorno colgante.
Antiguamente, en las bodas el hombre entregaba a la mujer, además de la sortija, un adorno para las orejas. Estos presentes se denominaban arras, de donde habría derivado el nombre de arracadas. La forma más común era la media luna.[cita requerida]

## Historia
Llevaron arracadas en forma circular muchos pueblos antiguos como los egipcios, asirios, fenicios, etruscos, celtas e iberos, siendo un notable ejemplo ibero la arracada de la Condomina, hallada en Villena, datada en el siglo VI a. C. De estos últimos son buena prueba algunas estatuas como la famosa de la Dama de Elche y acaso tuvieron el mismo destino muchas de las placas discoidales de bronce repujado halladas en las tumbas celtibéricas. 
De labor fenicia con reminiscencias asirias son las magníficas arracadas de oro halladas en el Tesoro de Aliseda. Los árabes en España usaron también grandes pendientes con múltiples colgantes a cuya imitación los llevaron las damas de varias regiones, aun en la Edad Moderna.